# Анатомический парк
«Анатомический парк» (англ. Anatomy Park) — третий эпизод первого сезона американского мультсериала «Рик и Морти». Сценарий к эпизоду написали Эрик Акоста и Уэйд Рэндольф, режиссёром выступил Джон Райс.
Название эпизода отсылает к фильму «Парк юрского периода» (1993).
Премьера эпизода состоялась 16 декабря 2013 года в блоке Adult Swim на Cartoon Network. Эпизод посмотрели около 1,3 миллиона зрителей во время выхода в эфир.

## Сюжет
На Рождество Рик отправляет Морти внутрь тела бездомного, чтобы спасти его жизнь (пародия на «Фантастическое путешествие»). Внутри тела мужчины находится микроскопический вольер под названием «Анатомический парк» (пародия на «Парк Юрского периода»), в котором находятся различные смертельные заболевания, которые выбираются из своих ограждений. Морти и один из сотрудников парка, Энни, спасаются от опасных болезней, убивая остальных сотрудников базы. Рик спасает их, увеличивая тело бездомного до ширины США, прежде чем уничтожить его взрывом.
Между тем, вернувшись в семейный дом, родители Джерри навещают его, и семья пытается сблизиться без электронных устройств. Джерри встревожен, узнав, что его родители решили попробовать полиаморию.
В сцене после титров Рик связывается с Энни и другими её новыми партнёрами внутри тела своего нового пациента, которые говорят о его аттракционе «Пираты поджелудочного моря» (что очень не нравится Рику, так как он чувствителен к своему аттракциону, который был его идеей). Рик вешает трубку, продолжая тираду и оскорбления, а также раскрывает бойфренда Саммер Итана как нового ведущего «Анатомического парка».

## Отзывы
Зак Хэндлен из The A.V. Club дал эпизоду оценку A-, раскритиковав персонажа Энни, заявив, что «короткий роман Морти с Энни — странным персонажем, который на самом деле недостаточно забавен, чтобы оправдать потраченное на него время; она едва ли становится персонажем в самом конце (когда она становится интересным лишь на некоторое время, Рик снова уменьшает её), и её переход от „смутного презрения“ к „сильному сексуальному желанию“ просто странен».